# The Road to the Heart
The Road to the Heart è un cortometraggio muto del 1909 diretto da David W. Griffith che ne scrisse anche la sceneggiatura.

## Trama
Miguel manda via sua figlia quando la ragazza si sposa con un giovane povero. Sua moglie, allora, lo pianta. Incapace di trovare una brava cuoca, per poter mangiare decentemente si riconcilia con la figlia che, così, gli preparerà dei buoni pasti.

## Produzione
Prodotto e distribuito dall'American Mutoscope & Biograph, il film uscì nelle sale il 5 aprile 1909.

## Distribuzione
Il copyright del film, richiesto dall'American Mutoscope and Biograph Co., fu registrato il 31 marzo 1909 con il numero H125115.
Distribuito dall'American Mutoscope & Biograph, il film - un cortometraggio di circa sette minuti - uscì nelle sale il 5 aprile 1909. Nelle proiezioni, veniva programmato con il sistema dello split reel, accorpato in un'unica bobina con un altro cortometraggio prodotto dalla Biograph, Trying to Get Arrested.
Non si conoscono copie ancora esistenti della pellicola che viene considerata presumibilmente perduta.